# The Cooker
The Cooker è un album di Lee Morgan, pubblicato dalla Blue Note Records nel febbraio del 1958.I brani dell'album furono registrati il 29 settembre 1957 al Van Gelder Studio di Hackensack, New Jersey (Stati Uniti).

## Tracce
Lato A
1. A Night in Tunisia – 9:20 (Dizzy Gillespie, Frank Paparelli)
2. Heavy Dripper – 7:02 (Lee Morgan)

Lato B
1. Just One of Those Things – 7:15 (Cole Porter)
2. Lover Man – 6:47 (Jimmy Davis, Jimmy Sherman, Roger Ram Ramirez)
3. New-Ma – 8:11 (Lee Morgan)

Edizione CD del 2006, pubblicato dalla Blue Note Records 0946 3 62643 2 5
1. A Night in Tunisia – 9:20 (Dizzy Gillespie, Frank Paparelli)
2. Heavy Dipper – 7:02 (Lee Morgan)
3. Just One of Those Things – 7:15 (Cole Porter)
4. Lover Man – 6:47 (Jimmy Davis, Jimmy Sherman, Roger Ram Ramirez)
5. New-Ma – 8:11 (Lee Morgan)
6. Just One of Those Things – 7:50 (Cole Porter) – Bonus Track-Alternate Take[3]

## Musicisti
- Lee Morgan - tromba
- Pepper Adams - sassofono baritono
- Bobby Timmons - pianoforte
- Paul Chambers - contrabbasso
- Philly Joe Jones - batteria